# Arlete Chimbinda
Arlete Leona Chimbinda é uma politóloga, professora e política angolana, actual Vice-Presidente da União Nacional para a Independência Total de Angola (UNITA).
É deputada pela UNITA na Assembleia Nacional.

## Biografia
Nasceu em Luena, na província do Moxico, em 1 de janeiro de 1960. É filha de Pedro Chimbinda Gonçalo e de Amélia Nakulembe Martinho.
É militante da UNITA desde 1974 e em 1986 entrou para o Comité Central do Partido. No ínterim, entre 1979 e 1986, foi membra do Executivo Nacional da Juventude Unida Revolucionária de Angola (JURA).
Neste período mudou-se para a Bélgica onde concluiu a licenciatura e o mestrado em ciências políticas pela Universidade Livre de Bruxelas.
Foi, entre 1989 e 1991, membra do Governo das Terras Livres de Angola (ou Conselho Nacional da Revolução), a entidade conta-governamental responsável pela República Popular Democrática de Angola, ocupando a pasta de Ministra da Condição Feminina. Assumiu como deputada suplente na lista da UNITA entre 1997 e 1998 na Assembleia Nacional.
Torna-se membra do executivo nacional da Liga da Mulher Angolana (LIMA) primeiramente entre 1995 e 1997 e depois entre 2015 e 2019.
Passou a trabalhar como professora universitária de História das Ideias Políticas na Universidade de Belas.
Foi eleita, em 2017, deputada pela UNITA à Assembleia Nacional na IV Legislatura da República de Angola.

### Vice-Presidente da UNITA
Arlete Leona Chimbinda é a primeira vice-presidente da UNITA, eleita na chapa de Adalberto Costa Júnior, na sequência da renovação de mandatos ocorrida no quadro do XIII Congresso em 2019.